# Đảng Dân chủ Quốc dân
Đảng Dân chủ Quốc dân (国民民主党 (Quốc Dân Dân chủ Đảng) Kokumin-minshutō), viết tắt là DPFP hoặc DPP, là một chính đảng theo chủ nghĩa trung dung đến trung hữu ở Nhật Bản. Đảng được thành lập vào ngày 7 tháng 5 năm 2018 từ sự hợp nhất của Đảng Dân chủ đã giải thể năm 2016 và Kibō no Tō (Đảng Hy vọng).
Vào tháng 9 năm 2020, đa số trong đảng đã đạt được thỏa thuận hợp nhất với Đảng Dân chủ Lập hiến Nhật Bản và đảng ban đầu chính thức bị giải thể vào ngày 11 tháng 9 năm 2020. Tuy nhiên, 14 thành viên DPFP từ chối hợp nhất, bao gồm cả lãnh đạo đảng Tamaki Yūichirō, và thay vào đó thành lập một bên mới giữ lại tên và thương hiệu DPFP.